# Водонапорная башня (памятник архитектуры, Ижевск)
Водонапо́рная ба́шня на улице Бородина — одно из старейших гидротехнических сооружений в Ижевске. Является памятником индустриальной архитектуры и объектом культурного наследия Удмуртской республики.
Башня находится на площадке около центральной площади Ижевска между музеем им. М. Т. Калашникова и гостиницей Park Inn.

## История
Башня на улице Бородина была построена в 1915 году при попытке создания ижевского водопровода. В течение 40 лет башня по разрешению властей использовалась для тренировок скалолазов. В 2008 году башню признали аварийной, и тренировки были прекращены. В 2011 году башня была передана на баланс поисково-спасательной службы Ижевска. В 2014 году в башне был организован музей Воды. В 2017 году башню передали в ведение Управления по делам молодежи администрации Ижевска.
Более старая водонапорная башня находилась на территории оружейного завода рядом с главным корпусом (ныне территория завода Ижсталь).

## Галерея

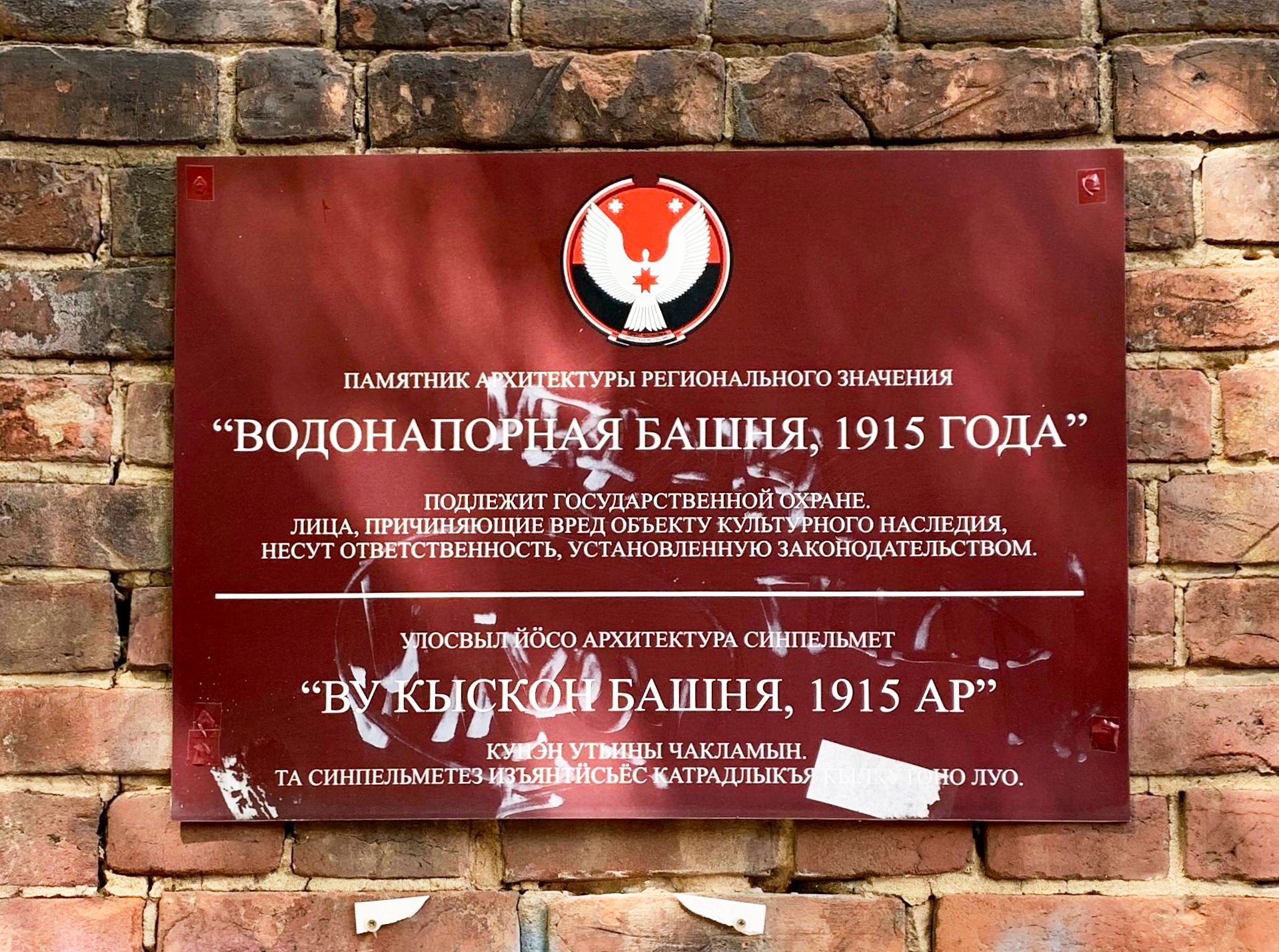
Табличка на башне
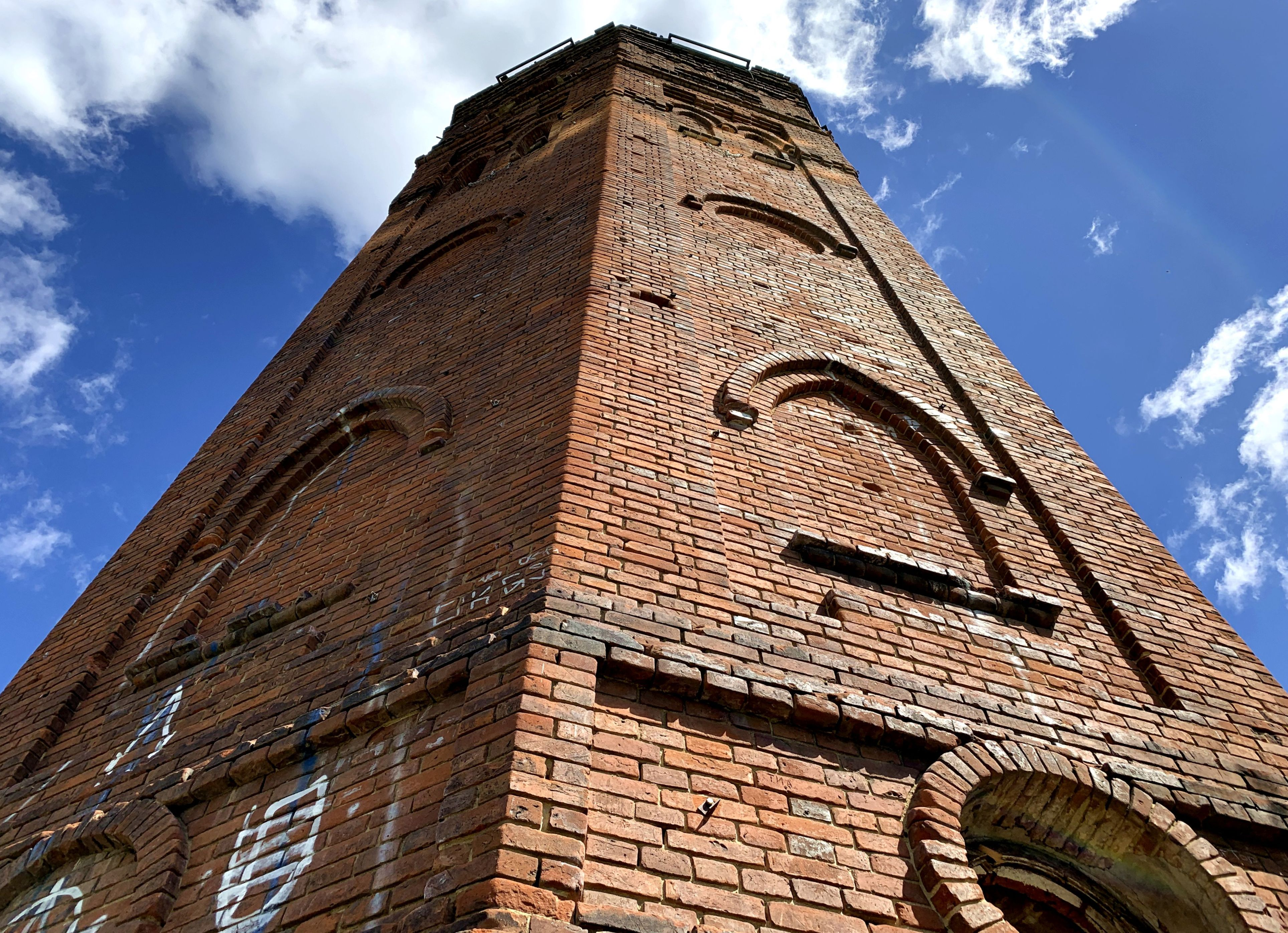
Вид снизу
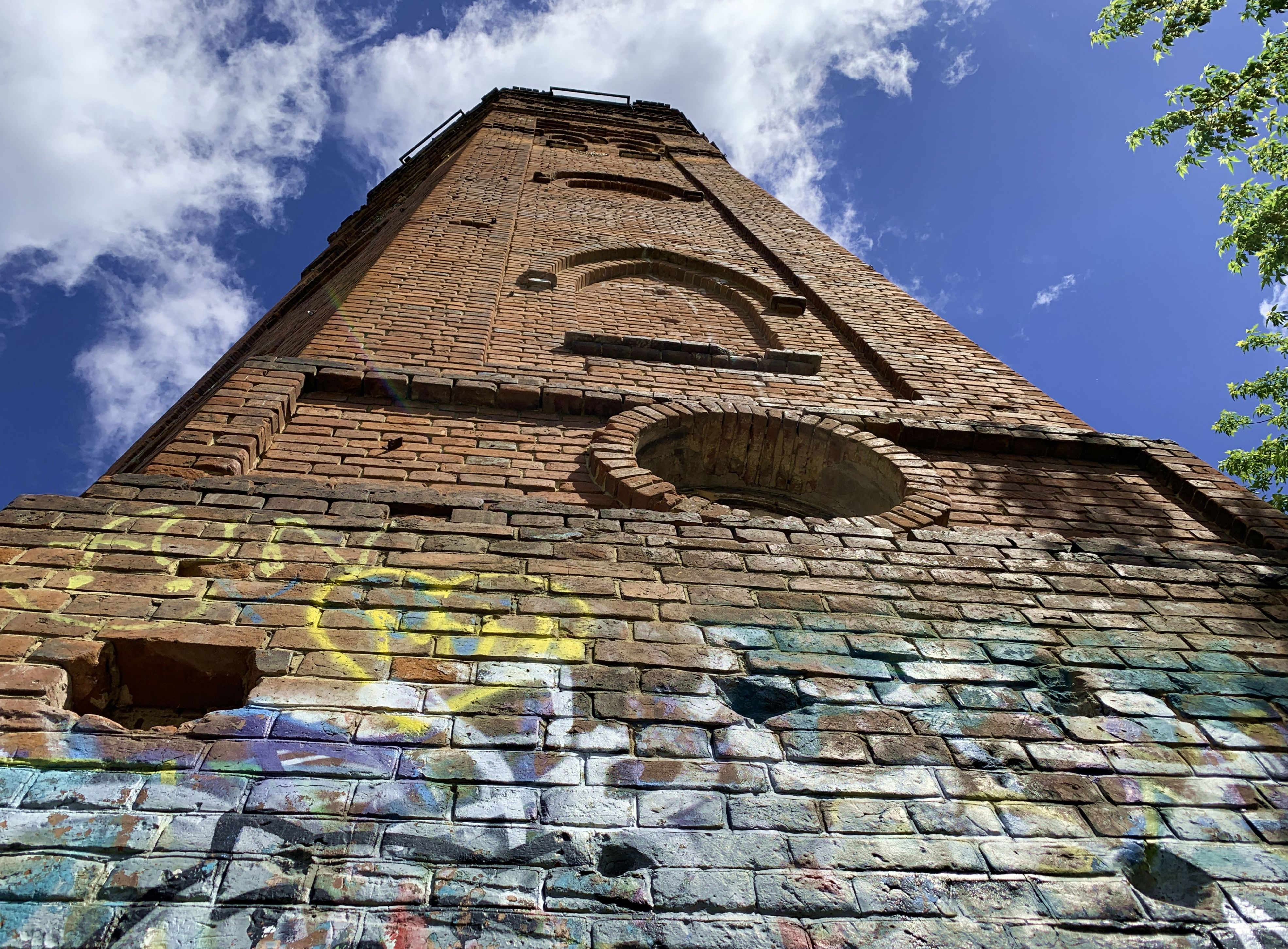
Вид снизу
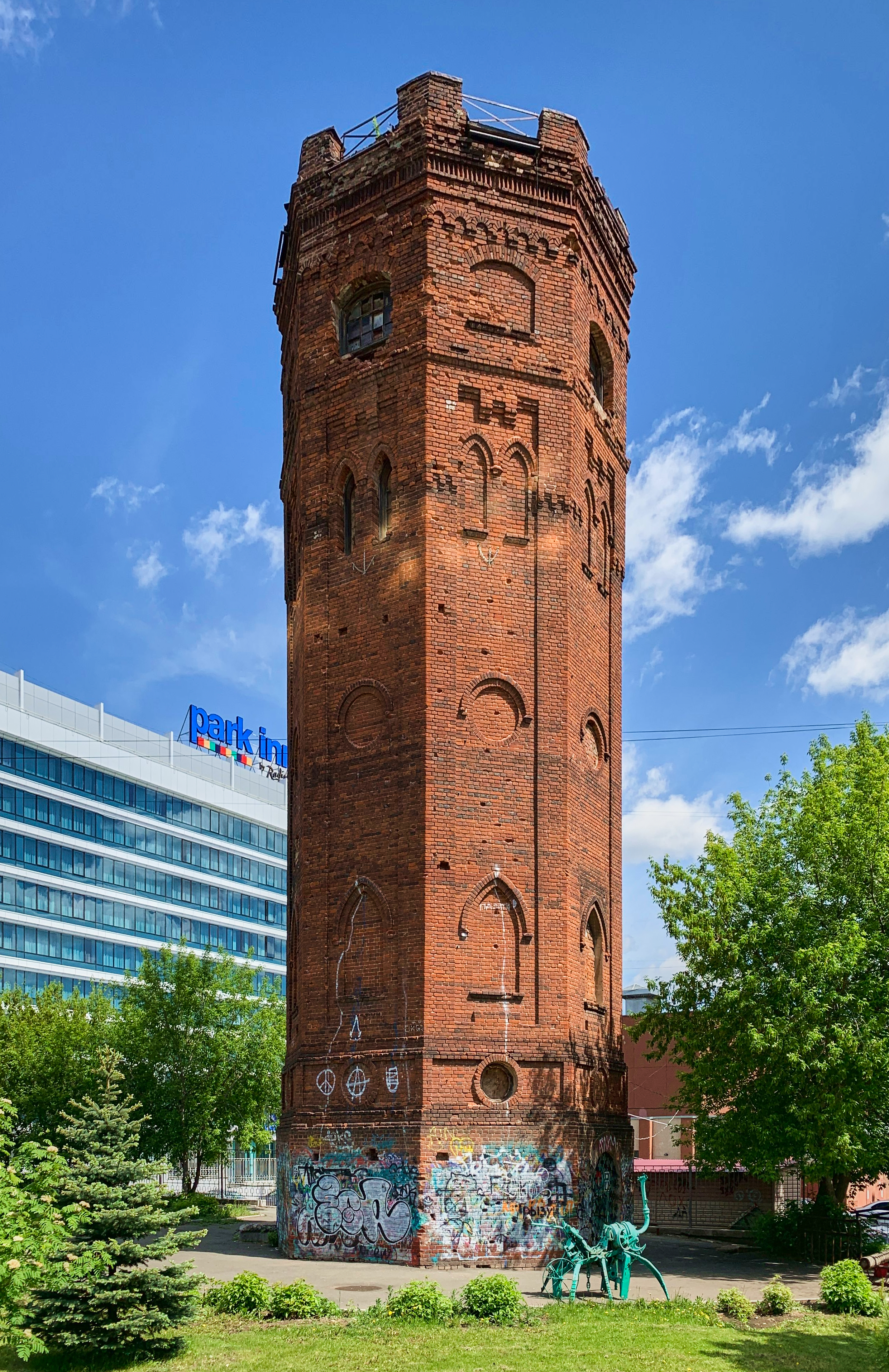
Вид на башню со стороны ул. Бородина
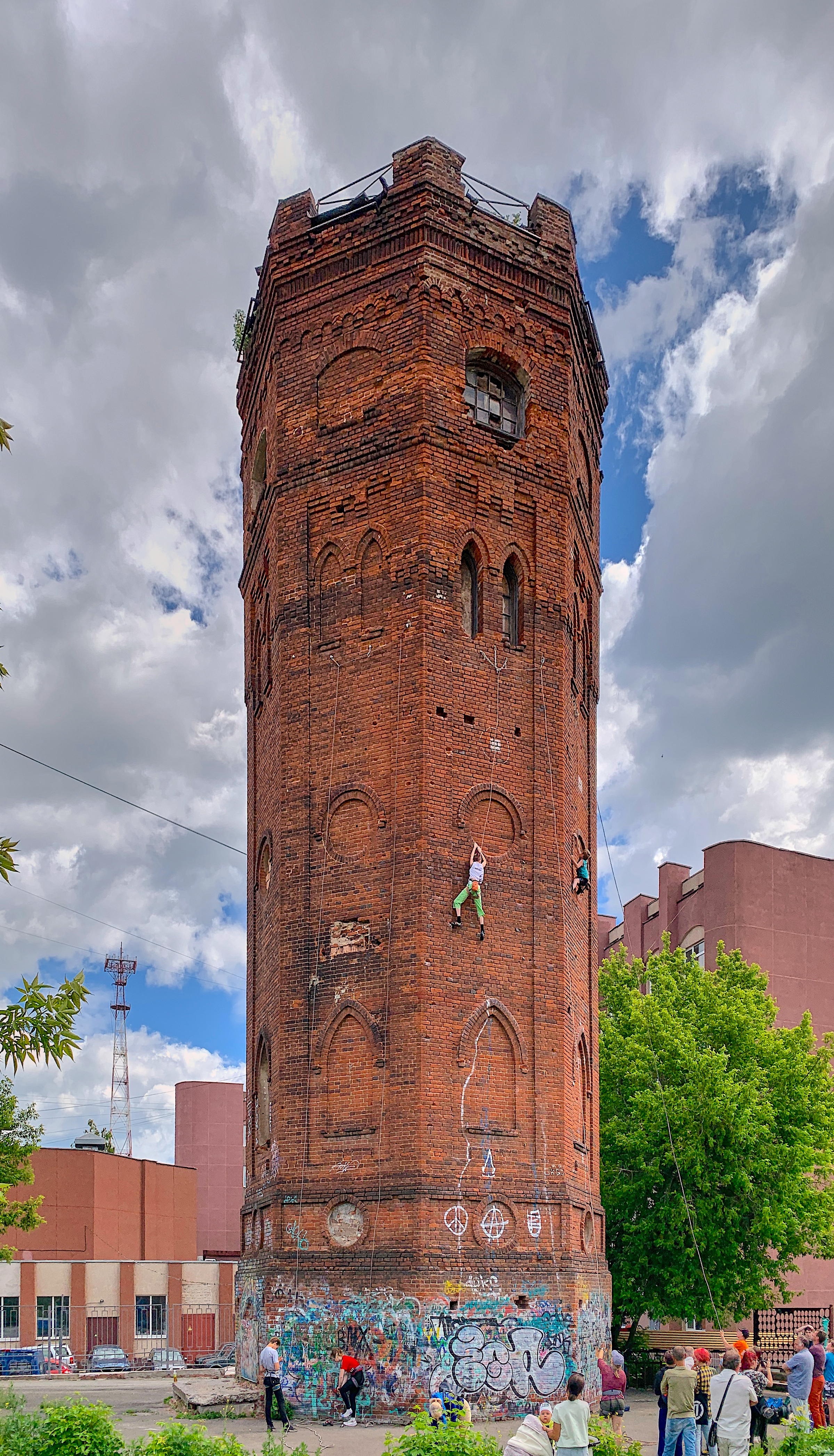
Соревнования по скалолазанию на башне
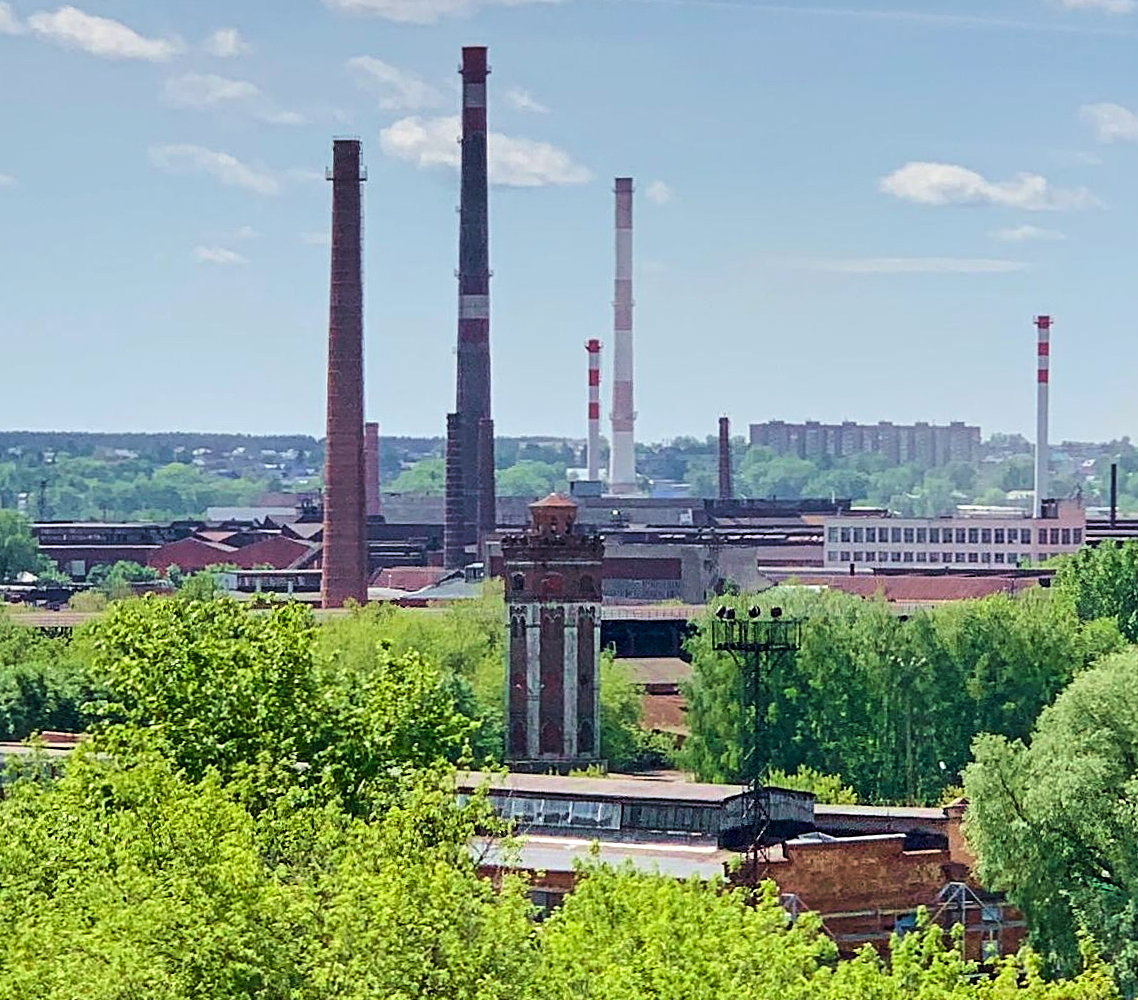
Старая водонапорная башня на территории Ижстали (в центре)